# Pseudomma kryotroglodytum
Pseudomma kryotroglodytum — вид дрібних ракоподібних родини мізидових (Mysidae). Описаний у 2022 році.

## Поширення
Вид мешкає у підводних крижаних печерах в Землі Аделі, французькому секторі Антарктиди. Типові зразки зібрані неподалік станції Дюмон-Дюрвіль на північному сході острова Бернард.